# 라도가호

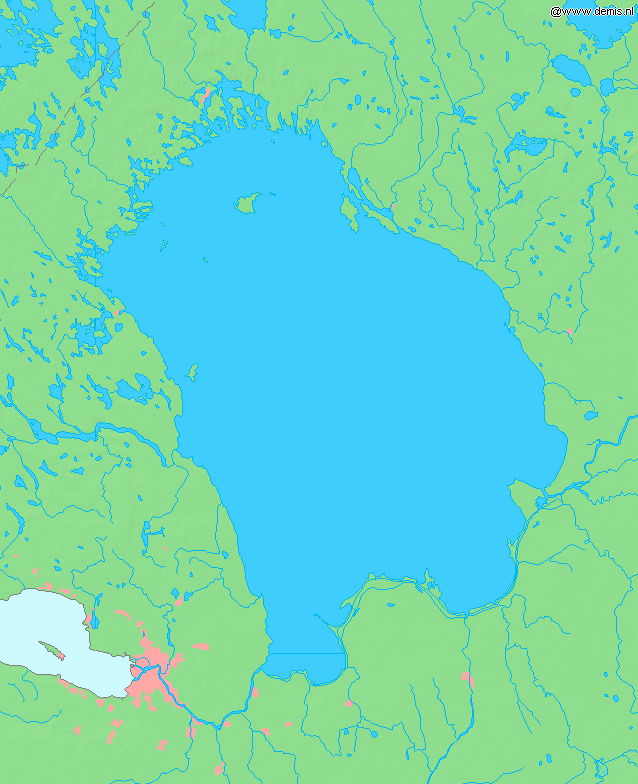
라도가 호

라도가 호(~湖. 러시아어: Ладожское озеро, 카랼라어: Luadogu, 핀란드어: Nevajärvi 네바얘르비[*])는 러시아 북서부의 카렐리야 공화국 및 레닌그라드주에 위치한 유럽에서 가장 큰 호수로 핀란드 국경과 가까이에 있다.
호수 면적은 17,700km2에 달하고 그 안에는 약 660개의 섬이 있는데, 섬의 전체 면적은 435km2이다. 남서쪽의 네바강을 거쳐 발트해의 핀란드만으로 흘러 들어간다.

## 역사

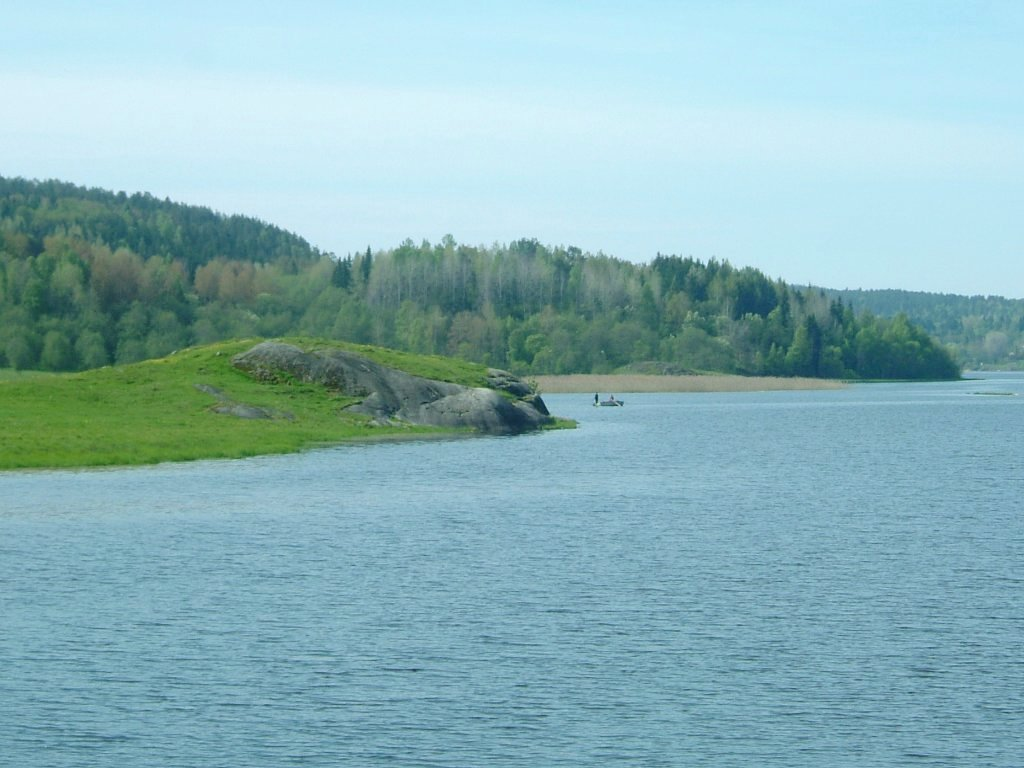
호수의 북안

핀란드 독립후 핀란드와 소련의 국경을 이루는 호수였으나, 1939년 겨울 전쟁 이후 맺어진 모스크바 평화조약에 따라 완전히 소련에 속하게 되었다. 계속 전쟁 때는 독일군과 핀란드군도 들어왔으며, 레닌그라드 포위전 당시에는 얼어붙은 호수를 통해 "생명의 길(Дорога жизни)"이라는 물자 수송로로 이용되었다.